# Deeltjesfysica

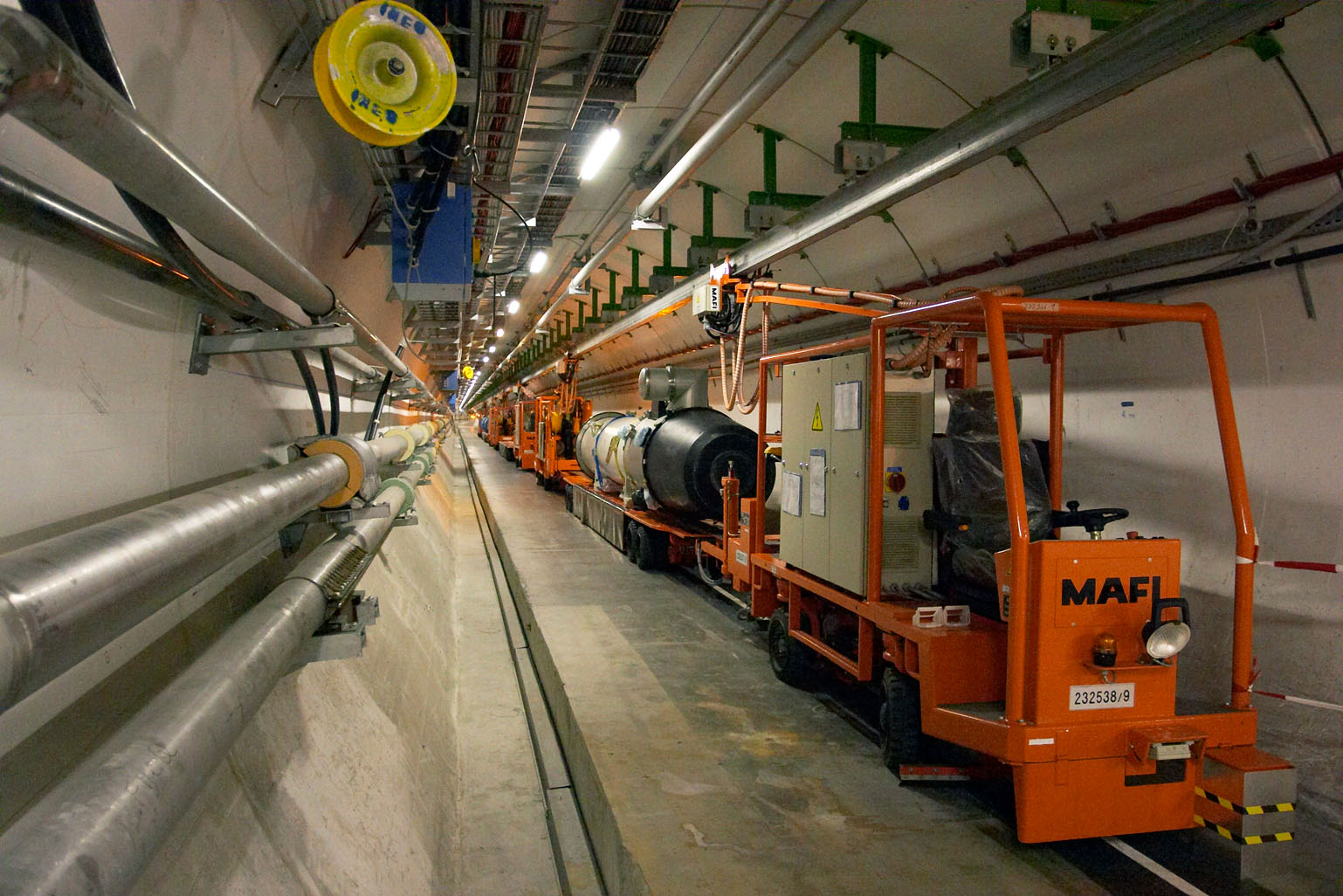
De installatie van de Large Hadron Collider van het CERN

De deeltjesfysica is een tak van de natuurkunde of fysica die subatomaire deeltjes bestudeert waaruit alle materie en straling bestaat. Ook de interacties tussen deze deeltjes zijn onderwerp van onderzoek. Het vakgebied wordt ook wel hoge-energiefysica genoemd, omdat veel van de bestudeerde deeltjes, zoals mesonen en vrije neutronen, onder gewone omstandigheden niet in een vrije, ongebonden toestand buiten atoomkernen in de natuur voorkomen. Deze deeltjes kunnen wel in een laboratorium worden voortgebracht en gedetecteerd na hoogenergetische botsingen met andere deeltjes. Dit onderzoek vindt plaats in deeltjesversnellers, zoals de Large Hadron Collider (LHC), op de grens van Frankrijk en Zwitserland.

## Subatomaire deeltjes

De elementaire deeltjes van een waterstofatoom.

De moderne deeltjesfysica houdt zich bezig met de deeltjes die zich binnen een atoom bevinden, en die minder structuur bezitten dan het atoom zelf. Dit zijn bijvoorbeeld de deeltjes die samen een atoom maken, zoals elektronen, protonen en neutronen. De laatste twee zijn deeltjes die samengesteld zijn uit quarks. De andere deeltjes die bestudeerd worden zijn afkomstig van stralings- en verstrooiingsprocessen, zoals fotonen, neutrino's en muonen. Daarbuiten bestaan nog een groot aantal exotische deeltjes.
De term deeltje is eigenlijk een verkeerd woord. De objecten die door de deeltjesfysica worden bestudeerd gedragen zich volgens de wetten van de kwantummechanica, en vertonen daarom een dualiteit. In sommige experimenten gedragen zij zich als golven, maar in andere als deeltjes (kleine biljartballen). Volgens de theoretische beschrijvingen zijn het echter noch deeltjes, noch golven, maar slechts een wiskundige formulering van een kwantumtoestand in een abstracte Hilbertruimte. In het navolgende wordt wel over deeltjes gesproken, maar men dient daarbij in het achterhoofd te houden dat deze deeltjes ook een golfkarakter kunnen manifesteren.

## Standaardmodel

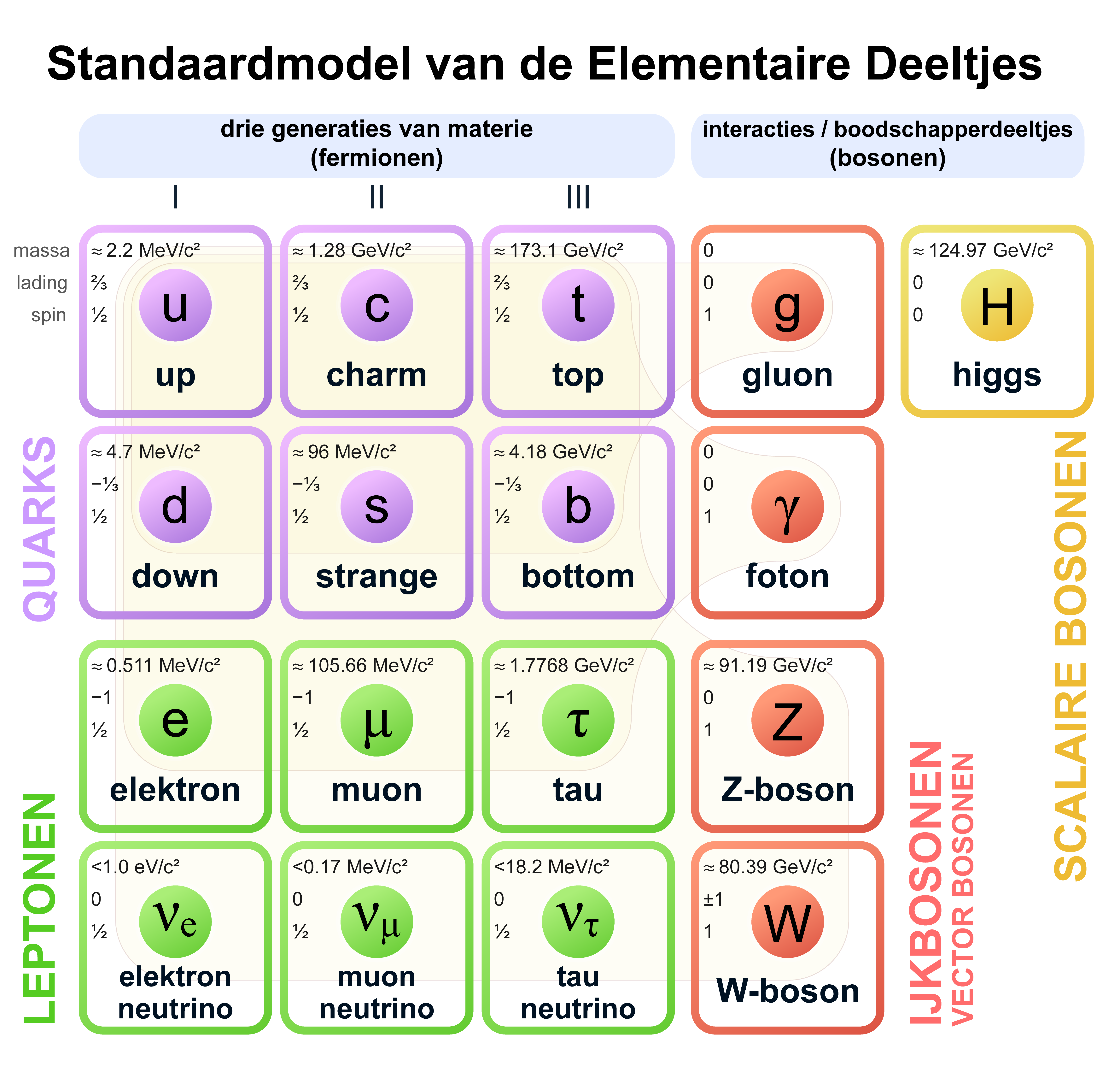
De deeltjes van het standaardmodel.

Alle deeltjes die tot nu zijn geobserveerd hebben een plaats gekregen in het standaardmodel, dat vaak wordt beoordeeld als de beste prestatie van de deeltjesfysica. Het model kent 47 soorten elementaire deeltjes. Sommigen daarvan kunnen zich met elkaar combineren om samengestelde deeltjes te vormen. Deze verklaren de honderden andere deeltjessoorten die sinds de jaren zestig van de twintigste eeuw zijn ontdekt. Het standaardmodel blijkt in overeenstemming te zijn met bijna alle experimenten die zijn uitgevoerd. Echter, de meeste deeltjesfysici geloven dat het model een incomplete beschrijving is van de natuur, en dat een meer fundamentele theorie nog op ontdekking wacht. Recentelijk hebben metingen aan de massa van het neutrino de eerste afwijkingen van het standaardmodel aangetoond.
Het standaardmodel beschrijft de sterke, zwakke en de elektromagnetische krachten, waarbij de krachten worden overgebracht via bosonen. De betreffende bosonen zijn het foton, het gluon, het Z-boson en het W-boson. Het model kent ook 2 x 12 = 24 fundamentele fermiondeeltjes: drie generaties van quarks en leptonen en hun antideeltjes, die de samenstellende delen van alle materie zijn. Ten slotte beschrijft het model het higgsboson, waargenomen in 2012.

## Geschiedenis van de deeltjesfysica
Het idee dat de materie uit elementaire deeltjes bestaat dateert uit de 6e eeuw voor Christus. Het atomisme werd bestudeerd door hellenistische filosofen zoals Leucippus, Democritus en Epicurus. Hoewel Isaac Newton in de 17e eeuw ook al dacht dat materie uit deeltjes moest bestaan, duurde het tot 1802 dat John Dalton formeel poneerde dat alle materie uit kleine atomen zou bestaan. Atoom is een van het Grieks afgeleid woord, dat niet deelbaar betekent. Later bleek dat de atomen uit nog kleinere deeltjes bestaan.
Het eerste periodiek systeem, opgesteld in 1869 door Dmitri Mendelejev, hielp het idee van het bestaan van atomen te vestigen. J.J. Thomson stelde vast dat atomen bestonden uit lichte elektronen, en zwaardere protonen. Ernest Rutherford stelde vast dat de protonen zich in een compacte atoomkern bevinden. Oorspronkelijk werd gedacht dat deze kern bestond uit protonen en gevangen elektronen. Deze theorie was nodig om het verschil te verklaren tussen de kernlading en het atomaire massagetal. Later bleek de atoomkern echter uit protonen en de elektrisch neutrale deeltjes, neutronen, te bestaan.
Verkennende kernfysische onderzoeken in de 20e eeuw toonden aan dat transmutatie van elementen mogelijk was, onder meer door kernsplijting en kernfusie, wat doet denken aan het ideaal uit de alchemie om goud uit lood te maken. Deze natuurkunde leidde uiteindelijk tot de productie van kernwapens en kernreactoren, maar ook tot de productie van radio-isotopen met behulp van kernreactoren of deeltjesversnellers.
In de jaren 50 en 60 van de twintigste eeuw werd een groot aantal deeltjes gevonden in botsingsexperimenten. Deze deeltjesdierentuin werd ingetoomd met het formuleren van het standaardmodel in de jaren zeventig, waarmee met name de veelheid aan hadronen kon worden verklaard door ze te zien als uit quarks samengestelde deeltjes.

## Experimentele deeltjesfysica

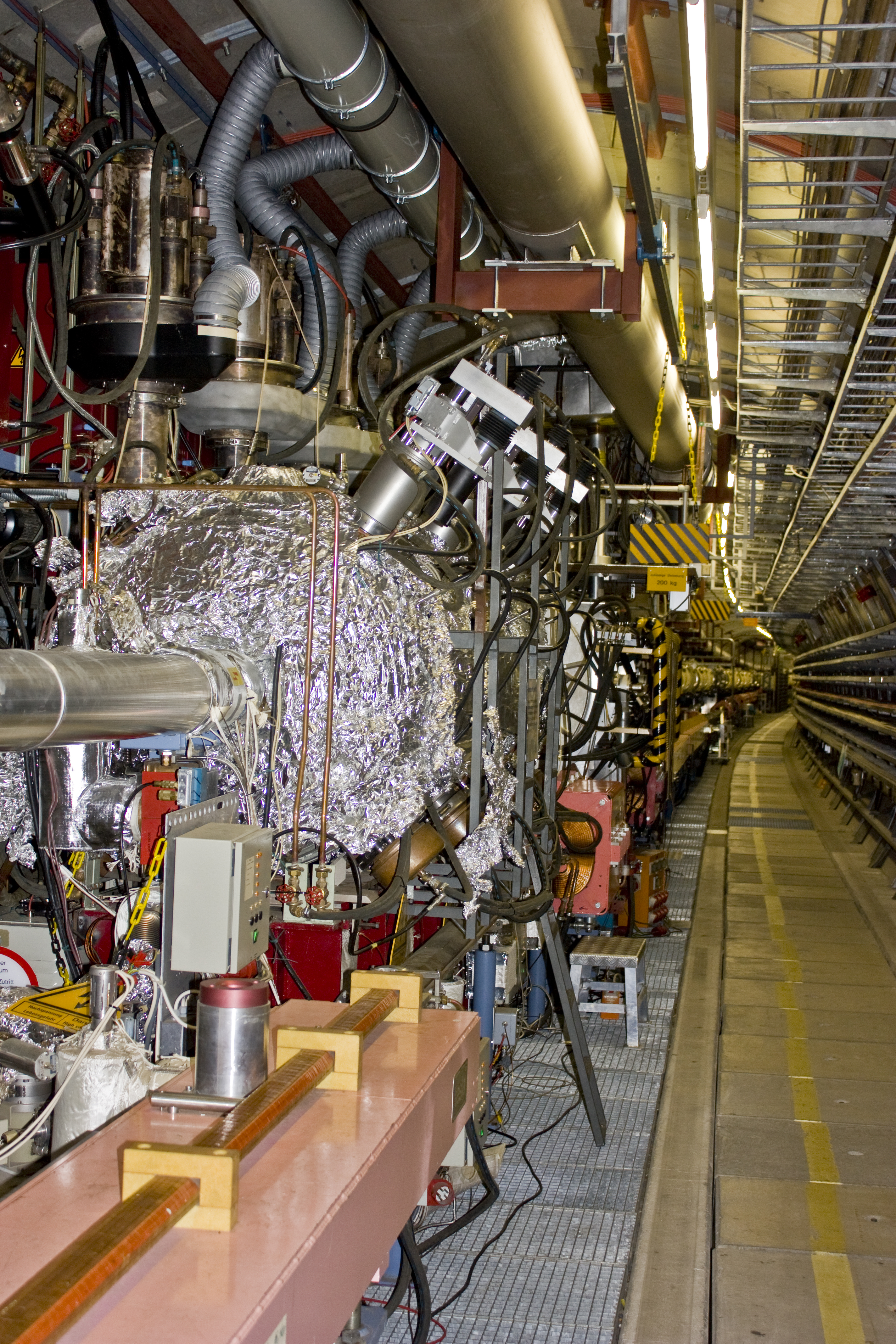
DESY in Hamburg

Veel onderzoek naar deeltjesfysica is niet mogelijk in een eenvoudig en kleinschalig laboratorium. Er zijn grote internationale organisaties opgezet waarin onderzoekers samenwerken en gebruikmaken van de kostbare machines. De belangrijkste daarvan zijn:
- CERN, op de Frans-Zwitserse grens bij Genève. De voornaamste faciliteiten zijn de LEP (Large Electron Positron collider waarin elektronen en positronen tegen elkaar werden geschoten; deze is inmiddels ontmanteld) en de Large Hadron Collider (LHC), waarin protonen worden afgeschoten.
- DESY in Hamburg, Duitsland. Dit instituut bevat HERA, waar elektronen of positronen tegen protonen worden geschoten.
- SLAC bij Palo Alto. Hier staat PEP-II, waar elektronen en positronen met elkaar botsen.
- Fermilab bij Chicago. Hier staat het Tevatron waar protonen en antiprotonen tegen elkaar in vliegen.
- Brookhaven National Laboratory op Long Island in de VS. Hier staat de Relativistic Heavy Ion Collider, waar zware ionen zoals goud botsen met protonen.
- Het Budker Institute of Nuclear Physics te Novosibirsk in Rusland
- De High Energy Accelerator Research Organization van Japan in Tsukuba. Hier vindt een experiment K2K plaats aan de oscillatie van neutrino's en een experiment genaamd Belle, dat de asymmetrie bepaalt van het B-meson.

## Theoretische deeltjesfysica

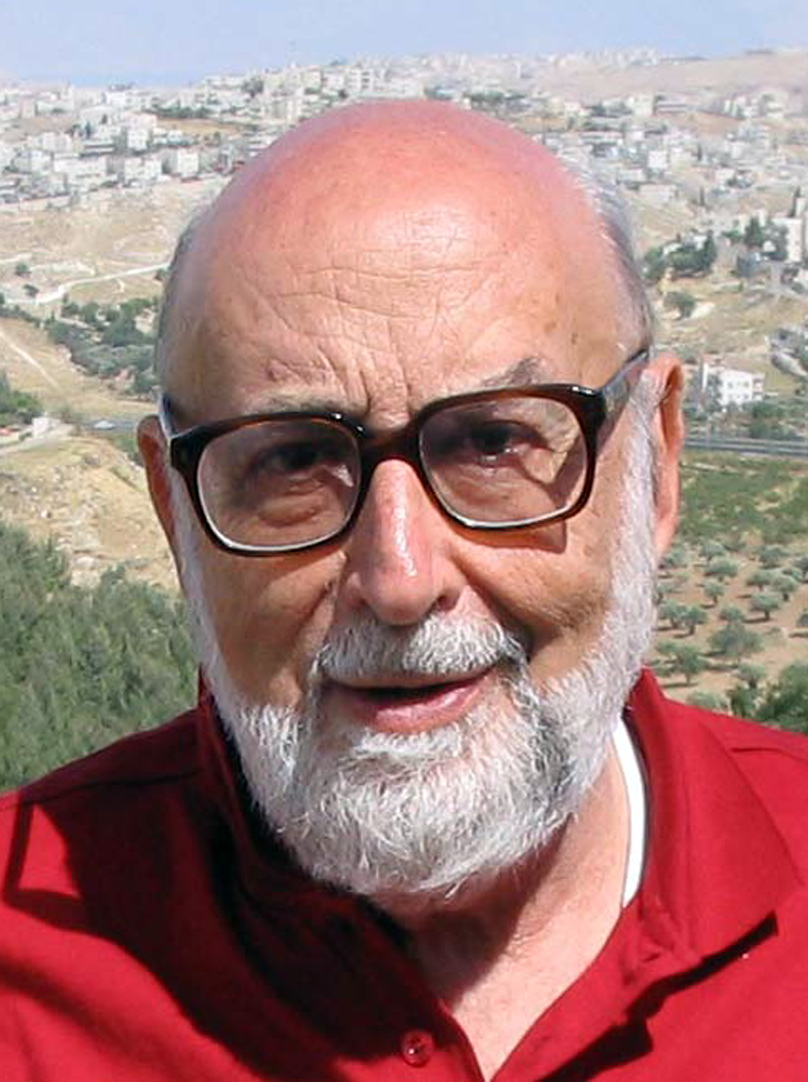
François Englert, een van de theoretici die, deels onafhankelijk van elkaar, het higgsmechanisme (of brout-englert-higgsveld) bedachten.

Naast de experimentele deeltjesfysica wordt ook theoretisch onderzoek verricht. Het doel daarvan is om theoretische en wiskundige hulpmiddelen te ontwikkelen waarmee de fysische fenomenen kunnen worden beschreven.
Er is mede vanwege het grote succes van het standaardmodel (en daardoor een 'gebrek' aan onverklaarde experimentele resultaten) een tweedeling te maken in de theoretische deeltjesfysici. Enerzijds zijn er theoretici die zich met hypothetische modellen en theorieën bezighouden, waarvan de snaartheorie een bekende is. Voor hen is het doel om de huidige experimenten te kunnen begrijpen secundair, en veel onderzoek in deze richting heeft nog niet tot concreet toetsbare voorspellingen geleid.
Anderen houden zich wel bezig met het ontwikkelen van een beschrijving van de experimentele resultaten. Deze worden aangeduid met fenomenologen, of modelbouwers. Zij worden soms geïnspireerd door de snaartheorie, maar hun belangrijkste wiskundige formuleringen worden gevonden in de effectieve-veldentheorie. Zij bestuderen onder andere (hypothetische) uitbreidingen van het standaardmodel (zoals supersymmetrie, het Randall-Sundrummodel en andere modellen met meerdere dimensies) of de experimentele consequenties van geaccepteerde onderdelen van het standaardmodel, zoals het higgsmechanisme of diepinelastische verstrooiing van leptonen aan hadronen.

## De toekomst van de deeltjesfysica
Deeltjesfysici zijn het internationaal eens over de belangrijkste doelstellingen van het toekomstige onderzoek in de fysica. In de eerste plaats kijkt men uit naar de zoektocht naar het Higgs boson en supersymmetrische deeltjes in de LHC. Een tussendoel is de constructie van de International Linear Collider (ILC). Een besluit over de te gebruiken technologie in dit instrument is genomen in augustus 2004, maar men is het nog niet eens over de locatie. De ILC zou de LHC moeten aanvullen. Terwijl de LHC vooral nieuwe deeltjes zou moeten ontdekken, kunnen met de ILC de exacte eigenschappen van die deeltjes worden bepaald.
Andere belangrijke doelstellingen in de deeltjesfysica zijn de bepaling van de massa van het neutrino en een verhelderend inzicht in het bètaverval van het neutron. Voor deze metingen zijn echter geen grote botsingsexperimenten nodig.